# SWF認定世界ヘビー級タッグ王座
SWF認定世界タッグ王座（エス・ダブリュー・エフにんていせかいタッグおうざ）は、信州プロレスリングが管理、認定している王座。

## 歴史
2011年3月26日、信州プロレスリング信州プロレスアリーナ大会で行われた初代王座決定戦に勝利したチャールズ今井&ミルキィ組が初代王者になった。
王座にはファンクラブ等の一般人が挑戦することもある。

## 歴代王者
| 歴代   | タッグチーム                           | 戴冠回数 | 防衛回数 | 獲得日付       | 獲得場所 （対戦相手・その他）                             |
| ------ | -------------------------------------- | -------- | -------- | -------------- | --------------------------------------------------------- |
| 初代   | チャールズ今井&ミルキィ                | 1        | 2        | 2011年3月26日  | 信州プロレスアリーナ DJダーク★無茶&タイガー・チョッとチン |
| 第2代  | 地獄谷PONTA&臥竜キッド                 | 1        | 3        | 2011年6月18日  | 信州プロレスアリーナ                                      |
| 第3代  | 信州タイガー・アロー&森本真也          | 1        | 0        | 2012年2月18日  | 信州プロレスアリーナ                                      |
| 第4代  | 信州ビーフ・オリャー&ジュエリー・マキ  | 1        | 0        | 2012年3月10日  | 信州プロレスアリーナ                                      |
| 第5代  | シロマティ&セカンド篠塚                | 1        | 5        | 2012年6月23日  | 信州プロレスアリーナ                                      |
| 第6代  | 信州タイガー・ダークネス&ワルキィ      | 1        | 0        | 2013年5月18日  | 信州プロレスアリーナ                                      |
| 第7代  | チャールズ今井&風の玉しゃぶろう        | 1        | 0        | 2013年6月15日  | 信州プロレスアリーナ                                      |
| 第8代  | ミルキィ&臥竜キッド                    | 1        | 0        | 2014年4月19日  | 信州プロレスアリーナ                                      |
| 第9代  | 地獄谷PONTA&にんじゃりばんばん         | 1        | 5        | 2014年4月20日  | 信州プロレスアリーナ                                      |
| 第10代 | 獣神サンダー・ライチョー&KENTARO       | 1        | 4        | 2015年4月25日  | 信州プロレスアリーナ                                      |
| 第11代 | THEよっちゃん&ジャイアント・レアボーズ | 1        | 0        | 2017年3月25日  | 信州プロレスアリーナ                                      |
| 第12代 | ホクト"鬼嫁"あきこ&ユッキーナ          | 1        | 0        | 2017年5月5日   | 上田創造館                                                |
| 第13代 | セカンド篠塚&地獄谷PONTA               | 1        | 0        | 2018年4月21日  | 信州プロレスアリーナ                                      |
| 第14代 | アントニオ小猪木&中邑珍輔              | 1        | 0        | 2018年5月20日  | 佐久総合体育館                                            |
| 第15代 | セカンド篠塚&地獄谷PONTA               | 2        | 0        | 2018年5月20日  | 佐久総合体育館                                            |
| 第16代 | グレート☆無茶&とら一郎                 | 1        | 0        | 2018年6月24日  | プチホテルゾンタック別館フォーレス館                      |
| 第17代 | セカンド篠塚&地獄谷PONTA               | 3        | 0        | 2018年6月24日  | プチホテルゾンタック別館フォーレス館                      |
| 第18代 | グレート☆無茶&とら一郎                 | 2        | 0        | 2018年6月24日  | プチホテルゾンタック別館フォーレス館                      |
| 第19代 | セカンド篠塚&地獄谷PONTA               | 4        | 0        | 2018年6月24日  | プチホテルゾンタック別館フォーレス館                      |
| 第20代 | タイガーPOLICE&もっきーさん            | 1        | 0        | 2018年7月7日   | 中野市民体育館                                            |
| 第21代 | セカンド篠塚&地獄谷PONTA               | 5        | 1        | 2018年7月7日   | 中野市民体育館                                            |
| 第22代 | 長野県蓼科高等学校生徒2名              | 1        | 0        | 2018年9月1日   | 長野県蓼科高等学校体育館                                  |
| 第23代 | セカンド篠塚&地獄谷PONTA               | 6        | 0        | 2018年9月1日   | 長野県蓼科高等学校体育館                                  |
| 第24代 | 幸村&長野都市ガス職員                  | 1        | 0        | 2018年9月8日   | 長野都市ガス東信支店東信ショールーム                      |
| 第25代 | セカンド篠塚&地獄谷PONTA               | 7        | 1        | 2018年9月8日   | 長野都市ガス東信支店東信ショールーム                      |
| 第26代 | キューさん&ピーさん                    | 1        | 2        | 2018年10月20日 | 信州プロレスアリーナ                                      |
| 第27代 | ダイヤモンド☆フユカイ&森本真也         | 1        | 0        | 2019年9月21日  | 信州プロレスアリーナ                                      |